# みたらし加奈
みたらし加奈（ みたらしかな、1993年3月25日 - ）は、臨床心理士・公認心理師。
専門家と共に、性被害や性的同意に関する情報を発信する特定非営利活動法人『mimosas（ミモザ）』
の代表副理事も務める。コメンテーターとしてテレビにも出演している。芸能マネジメントとしては株式会社ノースプロダクションに所属。

## 来歴
東京都生まれ。大学院修了後、総合病院の精神科に勤務。2019〜2020年にハワイへ10ヶ月の語学留学。
専門家と共に性被害や性的同意に関する情報を発信するメディア『mimosas（ミモザ）』の代表副理事も務め、LGBTQ当事者として、YouTubeチャンネル「わがしChannel」を配信。現在、国際心理支援協会に勤務しメディアにも出演、SNSを通して精神疾患の認知を広める活動を行なっている。
2020年6月にエッセイ集『マインドトークあなたと私の心の話』を、2021年12月には児童書で、オリジナルストーリー『テイラー声をさがす物語』を出版。同年11月、「ロレアルWOMEN of WORTH Award」文化人部門を受賞。
2022年1月からLIFULLのWEB CM『わがしChannel 大量分身ホームズくん「LGBTQフレンドリー」篇』に出演した。

## 著書
- みたらし加奈『マインドトーク あなたと私の心の話』Hagazussa BOOKS、2020年6月30日。ISBN 978-4-9100-3401-0。
- みたらし加奈『テイラー 声をさがす物語』Hazussa BOOKS、2021年12月18日。ISBN 978-4-9100-3409-6。

## 連載
- 『みたらし加奈の 味方でありたい』朝日新聞 Re:Ron（2023.6 -）
- 『毎日を生きやすくするブレイクトーク。』yoi （2021.11 -）
- 『誰もが生きやすい未来』日経WOMAN （2021.3 - 10）
- 『悩める若者たちの心にSNSを通して寄り添う臨床心理士が伝えたい、こころの話。』WEZZY （2020.4 - 2021.3）

## 出演

### テレビ
- サンデーモーニング（TBS） コメンテーター
- 虹クロ（Eテレ） メンター
- 堀潤 Live Junction （TOKYO MX）コメンテーター
- 堀潤激論サミット（TOKYO MX）コメンテーター

### ネット番組
- ポリタスTV（YouTube、2020年10月1日）

## CM
- LIFULL HOME'S『わがしChannel 大量分身ホームズくん「LGBTQフレンドリー」篇』（2022.1 -）
- adidas『 ALWAYS BEEN, ALWAYS ORIGINAL オリジナルに生きてく』イメージキャラクター就任（2022.2 -）